# Седноїд

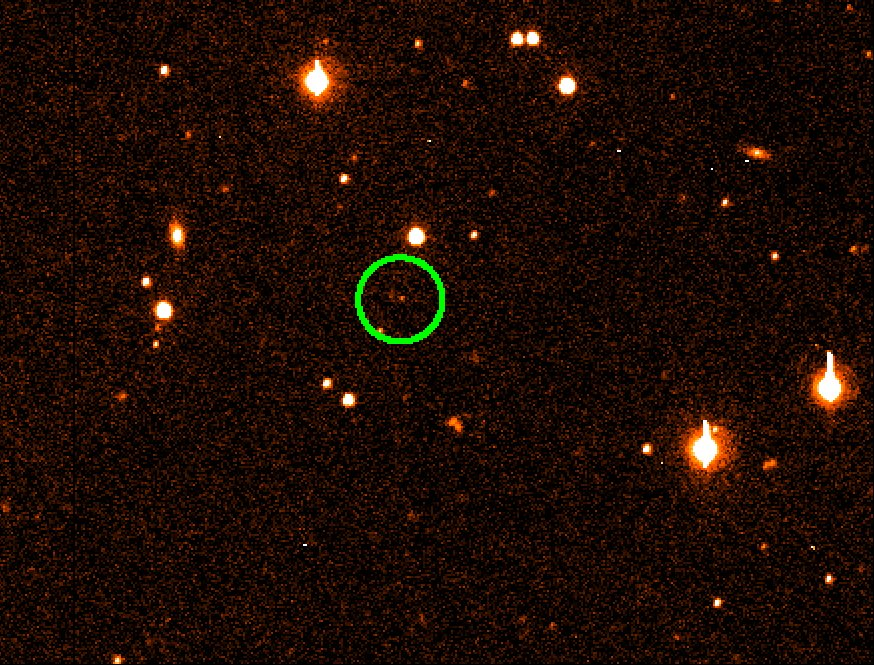
90377 Седна — перший з відомих седноїдів.

Седноїд — транснептуновий об'єкт з перигелієм більшим за 50 а. о.. 
Ці об'єкти обертаються за межами поясу Койпера.  До цієї категорії спочатку відносилися лише три відомі об'єкти: V774104, 90377 Седна та 2012 VP113, пізніше додались й інші, наприклад 2023 KQ14. Ці об'єкти не мають суттєвої взаємодії з газоподібними гігантами: Юпітером, Сатурном, Ураном та Нептуном. Деякі астрономи, такі як Скотт Шеппард, вважають, що седноїди є об'єктами  внутрішньої хмари Оорта.